# Companyia del Ferrocarril de Tarragona a Martorell i Barcelona
La Companyia del Ferrocarril de Tarragona a Martorell i Barcelona (TMB) anteriorment anomenada Companyia del Ferrocarril de Barcelona a Martorell i abans anomenada Companyia dels Camins de Ferro del Centre de Catalunya, enllaçà Barcelona amb Tarragona via Martorell.

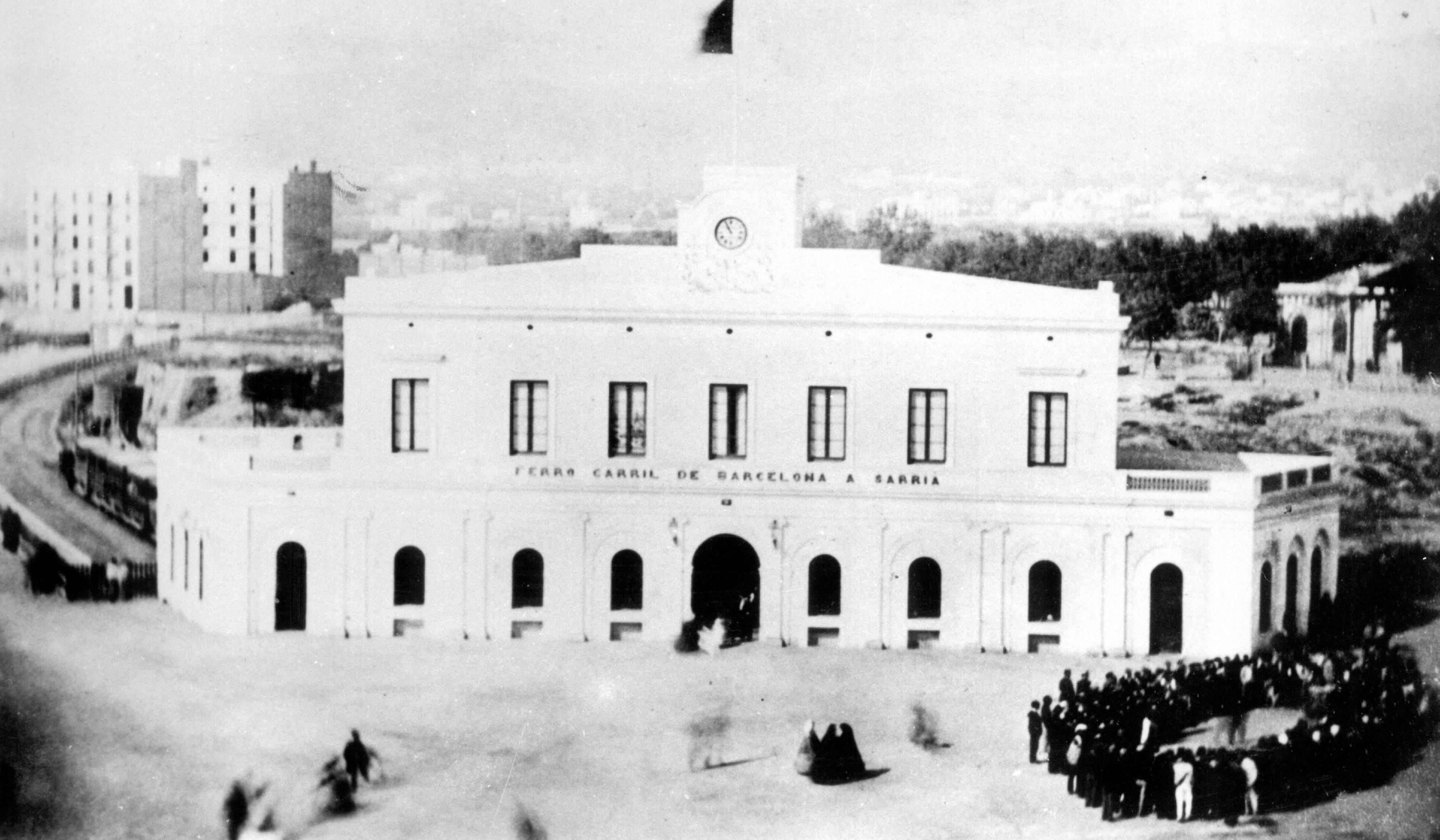
Estació del Ferrocarril de Sarrià de Barcelona a la Plaça de Catalunya el 1865. Es pot apreciar al fons a la dreta l'estació del Ferrocarril de Martorell.

La Companyia dels Camins de Ferro del Centre de Catalunya el 14 de novembre de 1854 posà en servei el ferrocarril de Barcelona fins a Molins de Rei. La seva estació terminal a Barcelona era a la Rambla de Catalunya cantonada Ronda Universitat, un lloc tan cèntric atreia l'atenció dels curiosos que observaven com arribaven i marxaven els trens.
Quan la companyia fou autoritzada a continuar fins a Martorell la companyia passà a denominar-se Companyia del Ferrocarril de Barcelona a Martorell.
Finalment el 1861 obtengué la concessió fins a Tarragona des de Martorell passà a denominar-se Companyia del Ferrocarril de Tarragona a Martorell i Barcelona